# Arthur Dent
Arthur Philip Dent (dent: deuk) is de protagonist en antiheld van de komische sciencefictionfranchise Het Transgalactisch Liftershandboek, bedacht door Douglas Adams.
In enkele Nederlandse vertalingen wordt zijn naam vertaald naar Hugo Veld.

## Personage
Arthur is een Brit, die werkt voor een lokaal radiostation in West Country. Op een dag krijgt hij te horen dat zijn huis gesloopt gaat worden voor een rondweg. Al snel blijkt dat ook de hele aarde moet wijken voor een intergalactische snelweg. Samen met Ford Prefect kan Dent maar net aan de vernietiging ontkomen door mee te liften op een van de schepen die de Aarde moeten slopen. Dit is het begin van een jarenlange zwerftocht door de ruimte, waarbij hij van de ene crisis in de andere belandt. Hij krijgt van Ford al snel een babelvis, die hem in staat stelt met elk buitenaards ras te communiceren. Hoewel Arthur zich zo goed mogelijk staande houdt, wil hij het liefst terug naar een zorgeloos en comfortabel leven.
Door zijn onverwachte vertrek heeft Arthur niet de tijd gekregen zich om te kleden, en draagt het grootste gedeelte van de tijd nog zijn badjas. Arthur houdt erg van thee, maar kan dit maar moeilijk krijgen in de ruimte. Tijdens zijn reizen leert hij onder andere vliegen, en wordt hij tijdelijk een sandwichmaker voor een buitenaards ras. Hij begint een relatie met het personage Trillian, en verwekt (zij het onbewust) bij haar een kind genaamd Random. In veel media uit de franchise komen Arthur en Ford ook terecht op de prehistorische aarde.
Arthur wordt op zijn reizen regelmatig geconfronteerd met de Vogons, het ras dat de aarde heeft vernietigd. Ook is hij, vanwege het feit dat hij de laatste nog levende bewoner is van de aarde, een geliefd doelwit van een aantal pan-dimensionale wezens. Deze wezens hebben de aarde laten maken. Het blijkt een supercomputer te zijn om de ultieme vraag behorende bij het antwoord op de ultieme vraag over het Leven, het Universum, en Alles te vinden. De wezens denken dat Arthur als laatste bewoner dit antwoord in zijn hersens heeft zitten. Verder wordt Arthur een paar maal geconfronteerd met Agrajag, een wezen dat steeds reïncarneert maar in bijna elke reïncarnatie onbedoeld wordt gedood door Arthur.
Arthur belandt een paar maal weer op aarde wanneer hij ontdekt hoe hij naar parallelle universums kan afreizen waarin de aarde (nog) niet vernietigd is. Aan het eind van het vijfde boek belandt hij op zo'n alternatieve aarde, die net op het punt staat ook vernietigd te worden. In de radioserie overleeft hij dit omdat de babelvis in zijn oor hem op tijd in veiligheid brengt. In het zesde boek redt Zaphod Beeblebrox, de "semi-halfbroer" van Ford Prefect, hem en de anderen met het ruimteschip Heart of Gold.

## Creatie
Adams baseerde Arthur deels op Simon Jones, de acteur die zijn stem deed in de originele radioserie.
Over de oorsprong van Arthurs naam bestaat veel onduidelijkheid. Volgens Adams is de overeenkomst met de gelijknamige schrijver puur toeval. In een eerste manuscript voor zijn boek noemde Adams Arthur nog Aleric B.

## Acteurs
In de radio- en televisieseries wordt Arthur vertolkt door Simon Jones. In het toneelstuk uit 1979 speelde Chris Langham de rol. In de bioscoopfilm werd het personage gespeeld door Martin Freeman.